# Veľké Kosihy
Veľké Kosihy (em húngaro: Nagykeszi) é um município da Eslováquia, situado no distrito de Komárno, na região de Nitra. Tem 24,27 km² de área e sua população em 2018 foi estimada em 956 habitantes.

## Demografia
| Ano:        | 1994 | 2004   | 2014   | 2024   |
| ----------- | ---- | ------ | ------ | ------ |
| Broj ljudi: | 986  | 987    | 982    | 956    |
| Razlika:    |      | +0,10% | -0,50% | -2,64% |

| Ano:               | 2023 | 2024   |
| ------------------ | ---- | ------ |
| Número de pessoas: | 958  | 956    |
| Diferença:         |      | -0,20% |